# Ibelin
A Casa de Ibelin era um castelo localizado perto da atual cidade de Yavne, o território é conhecido desde os tempos do Império Romano, quando chamava-se Iamnia, como um lugar estratégico.
O castelo deu nome a uma das famílias mais influentes do Reino Latino de Jerusalém e do Chipre

## O castelo
O castelo dos cruzados foi construído entre 1134 e 1141, entre Jafa e Ascalão. Era um castelo da Várzea, que tinha 25 metros de altura.
Naquela época Ascalão foi controlada pelo Califado Fatímida do Egito, e o exército egípcio saia de Ascalão para atacar o reino cruzado. O castelo de Ibelin foi construído pelo rei Fulque de Jerusalém a fim de conter os ataques a uma área menor.

## A família
A família de Ibelin deriva dos Condes de Chartres. O descendente dos Condes de Chartres era Barisan, que ficou conhecido como Balian, recebeu o castelo em 1141 do Rei Fulk de Jerusalém. A família possuía além de Ibelin, Ramlah e Nablus. Os Ibelins perderam seus territórios em 1187 e Saladino destruiu o castelo em 1191.

## Senhores de Ibelin
- Barisan de Ibelin (c. 1134-1150)
- Hugo de Ibelin (1150-1170)
- Balduíno de Ibelin (herdou Ibelin em 1170, mas passou para Balian)
- Balian de Ibelin (1170-1193)
- João de Ibelin (1193-1236)
- Depois detidas directamente pelos condes de Jafa e Ascalão